# غوميز دي أوليفيرا
غوميز دي أوليفيرا هو لاعب كرة قدم ومدرب كرة قدم برازيلي في مركز الوسط، ولد في 1 ديسمبر 1962 في البرازيل. لعب مع بيرسيبايا سورابايا.